# Je sais pas (chanson)
Singles de Céline Dion
Pour que tu m'aimes encore
(1995) Next Plane Out
(1995)
Je sais pas est une chanson de Céline Dion figurant sur son treizième album studio D'eux sorti en 1995. Elle est écrite par Jean-Jacques Goldman et Robert Goldman.
Sortie le 21 août 1995 en tant que deuxième et dernier single de l'album D'eux, elle connaît le succès, atteignant la première place des classements musicaux en Belgique francophone, en France et au Québec. Je sais pas a également été certifié disque d'or en Belgique et en France.

## Thème
La chanteuse avoue dans cette chanson avoir appris à faire bien des choses dans la vie (certaines même en réalité impossibles mais qui donnent une pointe d'ironie « Détourner des rivières ») et être prête à en faire un grand nombre (« Défier les machines, narguer les lois ») mais ne pas savoir vivre sans la personne à qui elle adresse la chanson (« Mais la vie sans toi, je sais pas »).

## Contexte et sortie
Dion a enregistré D'eux en novembre et décembre 1994 au studio Méga à Paris, en France. La plupart des chansons ont été écrites par Jean-Jacques Goldman, tandis que la production a été assurée par Goldman et Erick Benzi. Je sais pas, écrit par Goldman et son frère Robert Goldman, sous le pseudonyme J. Kapler, a été choisi comme deuxième single. Il a été commercialisé le 21 août 1995 en Belgique, le 2 octobre 1995 en France et le 18 décembre 1995 aux Pays-Bas. La version en concert de Je sais pas de Live à Paris est également sortie en single aux Pays-Bas le 12 mai 1997. La version anglaise, I Don't Know, a été incluse sur l'album Falling into You en 1996. Dion a souvent interprété Je sais pas lors de ses concerts. En 2005, elle l'a incluse dans sa compilation On ne change pas.

## Clip vidéo
Deux clips vidéo ont été réalisés pour Je sais pas en 1995 : la version principale non chantée et la version alternative où Céline Dion est vue chanter la chanson, toutes deux réalisées par Gregg Masuak. Le vidéoclip a été nommé pour la vidéo de l'année aux prix Félix 1996 au Québec. En 2005, les deux vidéoclips ont été inclus dans la collection DVD des plus grands succès de Dion, On ne change pas. En 2011, sur la chaîne YouTube officielle de Céline Dion, seule la version chantée a été mise en ligne.
Les versions éditées de la vidéo non chantée ont ensuite été utilisées comme vidéoclips pour deux autres singles de Céline Dion en anglais : Next Plane Out et Call the Man.

## Récompenses
Lors du Gala de l'ADISQ de 1996 à Québec, Je sais pas a été nommé pour la chanson populaire de l'année et la vidéo de l'année.

## Accueil commercial
En France, Je sais pas est resté en tête du hit-parade pendant sept semaines ; dans le classement de fin d'année 1995, la chanson s'est classée sixième pour les ventes et dixième pour la diffusion radio ; il est resté numéro un pendant quatre semaines au Québec et deux semaines en Wallonie ; il a été certifié or en France et en Belgique ; dans le classement European Hot 100 Singles, Je sais pas a atteint la septième place en décembre 1995. Aux Pays-Bas, le single est entré dans le Single Top 100 en janvier 1996 et a atteint la 34e place. En mai 1997, une version live de Je sais pas, tirée de Live à Paris, est sortie exclusivement aux Pays-Bas, atteignant la 78e place.

## Liste des titres
| - CD et maxi 45 tours français 1. Je sais pas – 4:35 2. La Mémoire d'Abraham – 3:51 - CD maxi-single français 1. Je sais pas – 4:35 2. La Mémoire d'Abraham – 3:51 3. Je danse dans ma tête (live) – 4:27 | - CD single néerlandais (1997) 1. Je sais pas (live) – 4:26 2. J'attendais – 4:24 - CD maxi-single néerlandais (1997) 1. Je sais pas (live) – 4:25 2. J'attendais (live) – 4:58 3. J'attendais – 4:24 |

## Classements et certifications
| Classement (1995–96)                    | Meilleure position |
| --------------------------------------- | ------------------ |
| Belgique (Flandre Ultratop 50 Singles)  | 39                 |
| Belgique (Wallonie Ultratop 50 Singles) | 1                  |
| Europe (European Hot 100 Singles)       | 7                  |
| France (SNEP)                           | 1                  |
| Pays-Bas (Nederlandse Top 40 Tipparade) | 6                  |
| Pays-Bas (Single Top 100)               | 34                 |
| Québec (ADISQ)                          | 1                  |

| Classement (1995)                           | Position |
| ------------------------------------------- | -------- |
| Belgique (Wallonie Ultratop 50)             | 9        |
| Belgique (Wallonie Ultratop 50 francophone) | 3        |
| Europe (European Hot 100 Singles)           | 47       |
| France (SNEP)                               | 6        |

### Certifications et ventes
| Région                                                           | Certification | Ventes/Streams |
| ---------------------------------------------------------------- | ------------- | -------------- |
| Belgique (BEA)                                                   | Or            | 25 000*        |
| France (SNEP)                                                    | Or            | 250 000*       |
| *Ventes selon la certification xNon précisé par la certification |               |                |

## Historique de sortie
| Pays     | Date             | Format      | Version  | Label    | Réf.   |
| -------- | ---------------- | ----------- | -------- | -------- | ------ |
| Belgique | 21 août 1995     | CD          | Original | Columbia | [ 16 ] |
| France   | 2 octobre 1995   | - CD - maxi | Original | Columbia | [ 16 ] |
| Pays-Bas | 18 décembre 1995 | CD          | Original | Columbia | [ 16 ] |
| Pays-Bas | 12 mai 1997      | CD          | Live     | Columbia | [ 16 ] |